# Primum non nocere

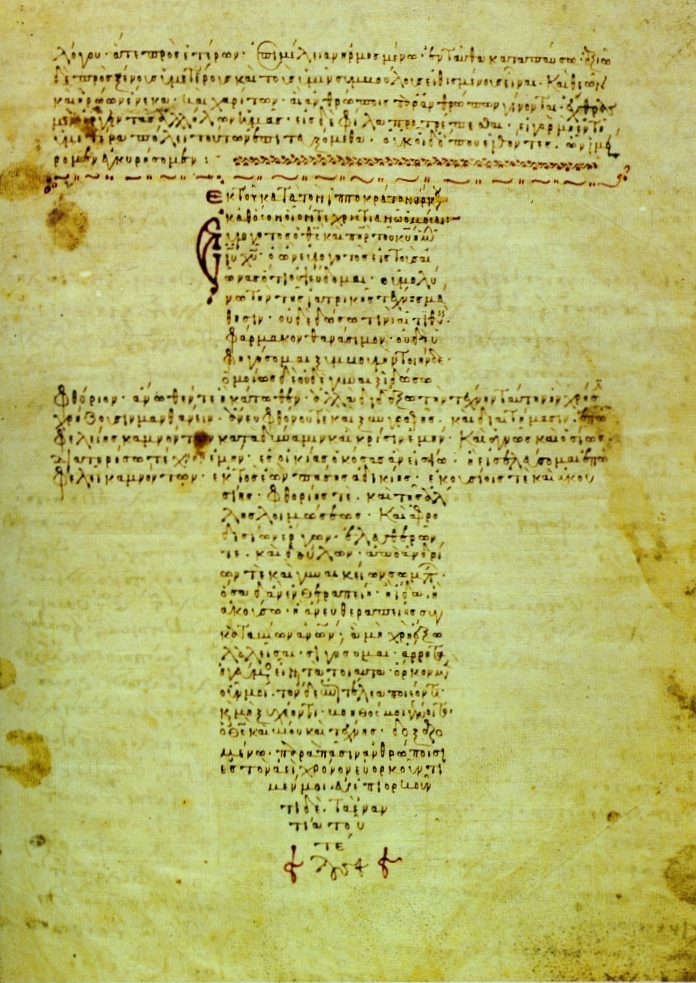
Манускрипт Клятви Гіппократа у формі хреста (Візантія, ХІІ ст.)

Primum non nocere (з лат., дослівно — Найперше — не зашкодь!, сутнісно — Передовсім, не спричини (хворому) шкоди) — латинська сентенція, яка є однією з головних заповідей медичної етики та визначальним принципом невідкладної медичної допомоги у всьому світі. Часом зустрічається у варіанті — 'primum nil nocere'.
У широкому сенсі ця сентенція означає, що «за певних обставин, можливо краще чогось не робити або навіть нічого не робити — якщо наша планована дія (вчинок) несе у собі ризик спричинення радше шкоди, ніж користі». Primum non nocere нагадує лікарям та іншим медичним працівникам, що вони повинні враховувати можливу шкоду при плануванні будь-якого втручання в організм людини. Цей принцип має надзвичайне значення у тих випадках, коли приймаються рішення щодо виконання втручань, які несуть очевидний ризик заподіяння шкоди, але, водночас, дають лише певні шанси для вигоди пацієнта. Принаймні з 1860 року, ця фраза стала для лікарів «священним» виразом належного ставлення до хворого, професійної смиренності і визнання того, що часом дії людини навіть з добрими намірами, можуть мати небажані наслідки.

## Походження
Походження фрази є невідомим. Найчастіше авторство цієї сентенції приписують знаменитому давньогрецькому лікарю Гіппократу (грец. Ιπποκράτης). Проте, відома Клятва Гіппократа не містить цієї точної фрази — в ній лише згадується обіцянка «утримуватися від заподіяння шкоди» (грец. ἐπὶ δηλήσει δὲ καὶ ἀδικίῃ εἴρξειν). Можливо, найближчий до сентенції вираз можна віднайти в праці Епідемія з Кодексу Гіппократа: «Лікар повинен мати … два спеціальні об'єкти розгляду, дотичні до хвороби, а саме робити добро, чи не завдавати шкоди» (Книга. I, Секція. 11 грец. ἀσκέειν, περὶ τὰ νουσήματα, δύο, ὠφελέειν, ἢ μὴ βλάπτειν).
Частина медичних джерел цитує сентенцію Primum non nocere з посиланням на авторство Імхотепа (грец. Ιμυθες, староєгипетське ii-m-ḥtp — той, що входить із миром) — першого відомого в історії лікаря. Низка дослідників вважають авторами цієї фрази інших осіб, а саме: Скрібонія Ляргуса (лат. - Scribonius Largus — римського лікаря часів Тиберія Клавдія) чи Клавдія Галена (грец. - Γαληνός, лат. - Claudius Galenus — придворного лікаря імператора Марка Аврелія та його сина імператора Коммода.).